# Alberto Casas Santamaría
Alberto Casas Santamaría (Bogotà, 1944) és un advocat, polític i periodista colombià. Com a polític fou Ministre de Comunicacions, Ministre de Cultura, Ambaixador de Colòmbia a Veneçuela, Mèxic i Sèrbia, Diputat de l'Assemblea de Cundinamarca, Regidor de Bogotà, Representant a la Càmera i Senador de Colòmbia. Com a periodista ha treballat en W Radio, Caracol Radio, La FM, el periòdic El Siglo i la Revista Diners.
El 7 d'agost de 1990 va ser nomenat Ministre de Comunicacions pel president César Gaviria Trujillo, romanent un any en la cartera. El 7 d'agost de 1998 va ser convidat pel nou president Andrés Pastrana Arango per conformar el seu gabinet de govern com a Ministre de Cultura, sent el segon funcionari a ocupar el càrrec, després de Ramiro Osorio. Va romandre en el càrrec fins al 19 d'agost de 1999.